# Мартинес
Вижте пояснителната страница за други значения на Мартинес.
Мартинес (на испански: Martinez) е град и окръжен център на окръг Контра Коста, в района на залива на Сан Франциско, щата Калифорния, САЩ. Мартинес е с население от 35 866 души. (2000) Мартинес е с обща площ от 34,80 кв. км (13,40 кв. мили).

## Галерия
- Нефтената рафинерия
- Окръжният съд в Мартинес